# Harlow Aircraft Company
A Harlow Aircraft Company foi uma fabricante de aeronaves americana localizada no Aeroporto de Alhambra, em Alhambra, Califórnia.

## Histórico
A empresa foi fundada em 1936 pelo professor Max B. Harlow para construir o Harlow PJC-2, uma versão de produção do "PJC-1". A aeronave foi projetada e construída como um projeto escolar de uma turma no Pasadena Junior College. Harlow havia trabalhado com Howard Hughes no Hughes H-1 Racer. Hughes, por sua vez, mais tarde apoiou o empreendimento de Harlow. As operações de vôo foram conduzidas no Aeroporto de Alhambra no antigo hangar da Western Air Express. O PJC-2 foi seguido por uma versão de treinamento militar, o Harlow PC-5. Os direitos do PC-5 foram adquiridos pela Cub Aircraft Limited para produção em tempo de guerra. Harlow, por sua vez, comprou um terço das ações da Porterfield Aircraft Corporation. A participação majoritária na empresa foi comprada pela Intercontinent Corporation em 1941, que então vendeu a empresa para a Vultee Aircraft. A empresa e as instalações foram posteriormente usadas para construir aeronaves conjuntos e componentes durante a guerra.
Em 1945, a empresa comprou os direitos de fabricação para o Interstate Cadet da Interstate Aircraft and Engineering Corporation, que decidiu se concentrar na produção de eletrodomésticos. Harlow também comprou o Aeroporto de Alhambra por US$ 350.000 naquele ano ($ 5,03 milhões em 2020), com a intenção de construir o Cadet lá, mas revendeu os direitos da aeronave para a Call Aircraft Company em 1946 por US$ 5.000 ($ 66.000 em 2020), e o aeroporto para incorporadores imobiliários. A empresa interrompeu as operações no final daquele ano, embora tenha continuado a existir até pelo menos 1954.

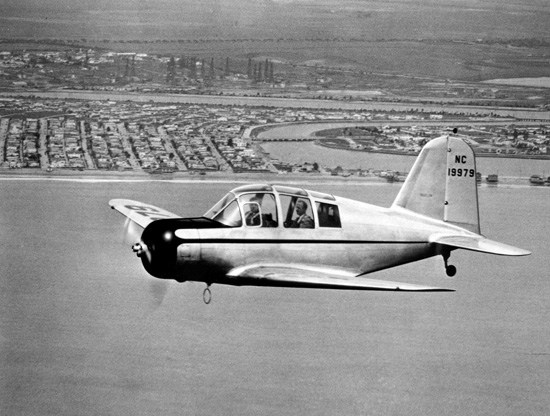
Protótipo do Harlow PC-5 em voo de teste.

## Produtos
| Modelo       | Primeiro voo | No de fabricados | Tipo                           |
| ------------ | ------------ | ---------------- | ------------------------------ |
| Harlow PJC-1 | 1937         | 1                | Monoplano monomotor com cabine |
| Harlow PJC-2 |              | 11               | Monoplano monomotor com cabine |
| Harlow PJC-4 | N/A          | 0                | Treinador militar inacabado    |
| Harlow PC-5  | 1939         | 33+              | Treinador militar              |
| Harlow PC-6  |              | 1                | Versão mofificada do PC-5      |